# Rhynchobatus luebberti
Rhynchobatus luebberti е вид акула от семейство Rhinobatidae. Видът е застрашен от изчезване.

## Разпространение и местообитание
Разпространен е в Ангола, Бенин, Габон, Гамбия, Гана, Гвинея, Гвинея-Бисау, Демократична република Конго, Екваториална Гвинея, Камерун, Кот д'Ивоар, Либерия, Мавритания, Нигерия, Сенегал, Сиера Леоне и Того.
Обитава крайбрежията и пясъчните дъна на океани, морета, заливи, лагуни и рифове. Среща се на дълбочина от 22 до 33 m, при температура на водата от 21,2 до 25,2 °C и соленост 34,5 – 35,7 ‰.

## Описание
На дължина достигат до 3 m.
Популацията на вида е намаляваща.